# Hieracium basipinnatum
Hieracium basipinnatum es una especie de planta con flor del género Hieracium, de la familia Asteraceae, orden Asterales.

## Distribución
Hieracium basipinnatum se distribuye por Islandia.

## Taxonomía
Fue descrita científicamente por (Omang) Grontved. Fue publicada en Bot. Iceland 4(1): 379 (1942).